# Maddalena Sirmen

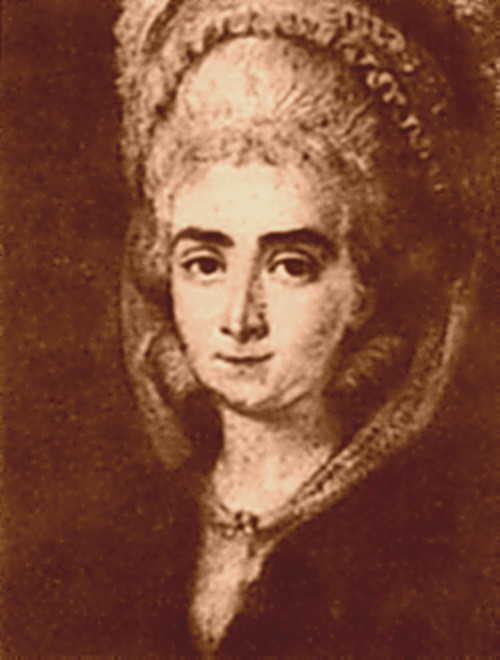
Maddalena Sirmen

Maddalena Sirmen, auch Maddalena Laura Lombardini Sirmen, (* 9. Dezember 1745 in Venedig; † 15. Mai 1818 ebenda) war eine venezianische Violinistin, Sängerin und Komponistin.

## Leben und Werk
Maddalena wurde in Venedig als Tochter von Gasparina Gambirasi und Pietro Lombardini geboren.
Ihre musikalische Ausbildung erhielt sie ab 1753 nach einem Aufnahme-Wettbewerb für kostenlosen Unterricht im Ospedale dei Mendicanti, einer der vier renommierten Musikschulen Venedigs für Mädchen. Im Alter von 14 Jahren erteilte sie am Mendicanti bereits selbst Violinunterricht.
Mit dem berühmten Geiger Giuseppe Tartini nahm sie offenbar eigenständig Verbindung auf. Das legt ein auf den 5. März 1760 datierter Brief Tartinis nahe, in dem er ihr seine Methode des Geigenspiels beschreibt. Dieser Brief gehört heute zu den authentischen und wichtigen Zeugnissen alter Aufführungspraxis, speziell für Streicher. 1761 und 1764 erteilten ihr die Vorsteher des Mendicanti die Erlaubnis, nach Padua zu reisen, um ihr Geigenspiel bei Tartini persönlich zu vervollkommnen.
1767 stellte sie erfolgreich bei den Vorstehern des Ospedale den Antrag, sie aus ihren Verpflichtungen zu entlassen, um den aus Ravenna stammenden Geiger Lodovico Sirmen zu heiraten. Sirmen war damals Konzertmeister an der Basilika S. Maria Maggiore in Bergamo.
Im gleichen Jahr trat sie mit Sirmen eine Konzertreise an, die sie nach Faenza, Turin und Paris führte. Während Sirmen nach Italien zurückkehrte, konzertierte sie ab jetzt ohne ihren Ehemann. Sie reiste nach London, wo sie in drei aufeinanderfolgenden Spielzeiten Konzerte gab, zunächst als Violinistin, später auch als Sängerin in Oratorien. 1771 wurden ihre Sechs Triosonaten als Opus 1 von John Welcker in London gedruckt.
Von 1772 bis 1773 brachte William Napier ihre Violinkonzerte heraus, 1773 erschienen sechs Duette (Opus 4). Im gleichen Jahr wurde eine von Tommaso Giordani bearbeitete Fassung für Cembalo ihrer Violinkonzerte publiziert.
1779 trat sie am Hof von Dresden auf, wo ihr Honorar doppelt so hoch war wie das des Folgenden auf der Gehaltsliste italienischer Sänger am Hof.
1784 sang sie, auf der Reise begleitet von ihrem Ehemann, in Sankt Petersburg. Ein Jahr später war sie zurück in Paris, wo sie wohl erstmals schlechte Kritiken für ihr Geigenspiel erhielt.
Maddalena und Ludovico Sirmen hatten eine gemeinsame Tochter. Im Haushalt Maddalena Sirmens in Venedig lebte zusätzlich eine Adoptivtochter.
Maddalena Sirmen hatte während ihrer erfolgreichen Karriere ihr Vermögen selbständig verwaltet und vermehrt. Mit dem Zusammenbruch Venedigs durch den Einmarsch Napoleons verlor sie ihr Vermögen, sie starb am 18. Mai 1818 verarmt in Venedig.
Maddalena Sirmens Kompositionen sind wahrscheinlich während ihrer Zeit am Ospedale dei Mendicanti entstanden, um dort vom coro, dem Orchester des Ospedale, aufgeführt zu werden. Ihre Veröffentlichungen differieren im Datum der Erscheinungsjahre und Opuszahlen: Als „œuvre première“ erschienen 1770 in Amsterdam ihre sechs Trios, ihre sechs Streichquartette dagegen wurden als „Opera III“ erstmals 1769 in Paris veröffentlicht und zwar gemeinsam unter ihrem und dem Namen ihres Ehemanns. Heute wird von der Forschung eine Miturheberschaft Ludovico Sirmens bezweifelt. Diesen Streichquartetten wird heute in der Geschichte des Streichquartettes eine erhebliche Bedeutung zuerkannt, wie den Streichquartetten op. 9 von Joseph Haydn, die gleichzeitig in Paris erschienen. Die Noten ihrer Stücke befanden sich im Besitz von Leopold Mozart.

## Werke
- 6 Trios für zwei Violinen und Violoncello op. 1
- 6 Violinkonzerte op. 2 [Nr. 1–3] und op. 3 [Nr. 1–6]

Bearbeitung für Cembalo von Tommaso Giordani, London: Napier 1773 [als op. 3]
- 6 Streichquartette op. 3
- 6 Duette für zwei Violinen op. 4
- Sonate für Violine und Basso continuo A-Dur, Wien 1785
- Trio für zwei Violinen und Violoncello B-Dur, Ms.

## Diskografie
- String Quartets Nos. 1–6. Accademia Della Magnifica Comunita. Tactus (Naxos) 2000.
- Streichquartette von Emilie Mayer, Fanny Mendelssohn und Maddalena Laura Sirmen. Erato Quartet Basel, Cpo Records (2000).
- Violinkonzerte op.3 Nr. 1–6. Piroska Vitarius und das Savaria Baroque Orchestra, Hungaroton.

## Würdigung
Das 2016 gegründete Lombardini Quartett ist nach Maddalena Laura Lombardini Sirmen benannt und spielt Werke von Komponisten der Frühklassik auf historischen Instrumenten.